# Ahuehuete
Ahuehuete är en ort i Mexiko.   Den ligger i kommunen Tlacoapa och delstaten Guerrero, i den sydöstra delen av landet, 240 km söder om huvudstaden Mexico City. Ahuehuete ligger 1 918 meter över havet och antalet invånare är 300.
Terrängen runt Ahuehuete är kuperad norrut, men söderut är den bergig. Terrängen runt Ahuehuete sluttar söderut. Runt Ahuehuete är det ganska glesbefolkat, med 24 invånare per kvadratkilometer. Närmaste större samhälle är Malinaltepec, 10,0 km öster om Ahuehuete. I omgivningarna runt Ahuehuete växer huvudsakligen savannskog.